# Китка (анатомия)
Вижте пояснителната страница за други значения на Китка.
Китка, още киткова става (на латински: articulatio radiocarpalis/radiocarpea) е част от горния крайник, която се разполага в областта между предмишницата и пръстите на ръката.

## Структура
Китката е изградена от 8 малки с разнообразна форма кости, разположени в две редици по 4. Чрез лъчево-китковата става първата редица от тях се свързва с костите на предмишницата. Втората редица се свързва чрез няколко отделни стави с костите на дланта. Костите на китката са свързани помежду си, чрез няколко стави.
Страната на китката откъм дланта е покрита от съединителна тъкан, между която и костите на китката се образува тясно пространство, наречено карпален канал. През него преминават някои сухожилия, както и един нерв заедно с някои от разклоненията му, инервиращ кожата и осигуряващ чувствителността на палеца, показалеца и средния пръст. Той също така инервира част от малките мускули на ръката, намиращи се в областта на „възглавничката“ под основата на палеца.

## Функция
В китката се осъществяват нормално следните четири движения:
- сгъване на китката към предмишницата – до около 90 градуса
- разгъване на китката към предмишницата – до около 70 градуса
- отвеждане на дланта в посока към лъчевата кост – до около 20 градуса
- отвеждане на дланта в посока към лакътната кост – до около 40 градуса

## Патология

### Възпалителни процеси

#### Артрит
Артрит на ставата на китката е остро или хронично възпаление, характеризиращо се с болка и нарушена подвижност (чувство на стягане). Съпътства се с отток, зачервяване и топлина при пипане.